# Vòng loại Giải vô địch bóng đá thế giới 2014 (play-off AFC – CONMEBOL)
Trận play-off AFC – CONMEBOL vòng loại World Cup 2014 là một trận đấu theo thể thức lượt đi và về giữa đội đứng thứ 5 ở Vòng loại khu vực châu Á, Jordan, và đội đứng thứ 5 từ Vòng loại khu vực Nam Mỹ, Uruguay.
Trận đấu được diễn ra vào ngày 13 tháng 11 và ngày 20 tháng 11 năm 2013.
Đây là lần thứ 4 liên tiếp Uruguay tham dự một trận tranh vé vớt vòng loại FIFA World Cup, trước đó Uruguay từng giành chiến thắng 3–1 ở trận gặp Úc năm 2002, thua Úc 4–2 trên loạt luân lưu năm 2006 và thắng 2–1 trước Costa Rica năm 2010. Riêng với Jordan, đây là kết quả tốt nhất của đội tuyển này trong lịch sử tham dự vòng loại World Cup.

## Lượt đi
| Jordan | 0–5      | Uruguay                                                                  |
| ------ | -------- | ------------------------------------------------------------------------ |
|        | chi tiết | M. Pereira 22' · Stuani 42' · Lodeiro 69' · Rodríguez 78' · Cavani 90+1' |

| Jordan | Uruguay |

| GK               | 12 | Mohammad Shatnawi  |     |     |
| RB               | 11 | Oday Zahran        |     | 53' |
| CB               | 3  | Tareq Khattab      |     |     |
| CB               | 17 | Hatem Aqel (c)     |     |     |
| LB               | 2  | Shareef Adnan      |     |     |
| CM               | 6  | Saeed Murjan       | 45' |     |
| CM               | 19 | Alaa' Al-Shaqran   |     |     |
| RW               | 13 | Khalil Bani Attiah |     | 65' |
| AM               | 10 | Ahmad Hayel        |     |     |
| LW               | 8  | Odai Al-Saify      | 9'  | 59' |
| CF               | 9  | Adnan Adous        |     |     |
| Dự bị:           |    |                    |     |     |
| FW               | 18 | Tha'er Bawab       |     | 53' |
| FW               | 7  | Mossab Al-Laham    | 60' | 59' |
| MF               | 20 | Rakan Al-Khalidi   |     | 65' |
| Huấn luyện viên: |    |                    |     |     |
| Hossam Hassan    |    |                    |     |     |

| GK               | 1  | Martín Silva        |  |     |
| RB               | 16 | Maxi Pereira        |  |     |
| CB               | 2  | Diego Lugano (c)    |  |     |
| CB               | 3  | Diego Godín         |  |     |
| LB               | 22 | Martín Cáceres      |  |     |
| CM               | 17 | Egidio Arévalo Ríos |  |     |
| CM               | 14 | Nicolás Lodeiro     |  | 70' |
| RW               | 11 | Christian Stuani    |  | 70' |
| LW               | 7  | Cristian Rodríguez  |  |     |
| CF               | 9  | Luis Suárez         |  | 81' |
| CF               | 21 | Edinson Cavani      |  |     |
| Dự bị:           |    |                     |  |     |
| MF               | 6  | Álvaro Pereira      |  | 70' |
| MF               | 18 | Gastón Ramírez      |  | 70' |
| FW               | 10 | Diego Forlán        |  | 81' |
| Huấn luyện viên: |    |                     |  |     |
| Óscar Tabárez    |    |                     |  |     |

| Trợ lý trọng tài: Kim Thomas Haglund (Na Uy) Frank Andås (Na Uy) Trọng tài bàn: Dag Vidar Hafsås (Na Uy) |

## Lượt về
| Uruguay | 0–0      | Jordan |
| ------- | -------- | ------ |
|         | chi tiết |        |

| Uruguay | Jordan |

| GK               | 1  | Martín Silva        |       |     |
| RB               | 16 | Maxi Pereira        |       |     |
| CB               | 2  | Diego Lugano (c)    |       |     |
| CB               | 3  | Diego Godín         | 90+2' |     |
| LB               | 22 | Martín Cáceres      |       |     |
| CM               | 17 | Egidio Arévalo Ríos |       |     |
| CM               | 14 | Nicolás Lodeiro     |       | 60' |
| RW               | 11 | Christian Stuani    |       | 60' |
| LW               | 7  | Cristian Rodríguez  |       |     |
| CF               | 9  | Luis Suárez         |       |     |
| CF               | 21 | Edinson Cavani      |       | 81' |
| Dự bị:           |    |                     |       |     |
| FW               | 10 | Diego Forlán        |       | 60' |
| MF               | 18 | Gastón Ramírez      |       | 60' |
| FW               | 13 | Abel Hernández      |       | 81' |
| Huấn luyện viên: |    |                     |       |     |
| Óscar Tabárez    |    |                     |       |     |

| GK               | 12 | Mohammad Shatnawi   |     |     |
| RB               | 11 | Oday Zahran         | 56' |     |
| CB               | 6  | Tareq Khattab       |     |     |
| CB               | 17 | Hatem Aqel (c)      |     |     |
| LB               | 21 | Mohammad Al-Dmeiri  | 20' |     |
| CM               | 15 | Shadi Abu Hash'hash |     |     |
| CM               | 2  | Shareef Adnan       |     |     |
| AM               | 8  | Mohammad Khair      |     | 59' |
| RW               | 9  | Adnan Adous         | 22' |     |
| LW               | 14 | Abdallah Deeb       |     | 86' |
| CF               | 10 | Ahmad Hayel         |     | 89' |
| Dự bị:           |    |                     |     |     |
| MF               | 13 | Khalil Bani Attiah  |     | 59' |
| FW               | 23 | Yusuf Al-Rawashdeh  |     | 86' |
| FW               | 18 | Tha'er Bawab        |     | 89' |
| Huấn luyện viên: |    |                     |     |     |
| Hossam Hassan    |    |                     |     |     |

| Trợ lý trọng tài: Mathias Klasenius (Thụy Điển) Daniel Wärnmark (Thụy Điển) Trọng tài bàn: Stefan Johannesson (Thụy Điển) |